# Antitrygodes cuneilinea
Antitrygodes cuneilinea är en fjärilsart som beskrevs av Walker 1862. Antitrygodes cuneilinea ingår i släktet Antitrygodes och familjen mätare. Inga underarter finns listade i Catalogue of Life.